# 東克哉
東 克哉（あずま かつや、1981年9月30日 - ）は、日本の政治家。立憲民主党所属の衆議院議員（1期）。理学療法士。

## 来歴
兵庫県神戸市生まれ。兵庫県立長田高等学校を経て広島県立保健福祉大学（現・県立広島大学）理学療法学科を卒業し、広島大学大学院保健学研究科保健学専攻博士課程前期を修了。総合型地域スポーツクラブNPO法人バンブースポーツクラブ、株式会社P-Tex代表取締役（介護デイサービス経営）、NPO法人ひろしま創発塾代表理事、あずま理学療法士事務所代表を務める。
2023年4月30日執行の広島市議会議員選挙に、無所属で東区から立候補するも落選。
2024年10月27日執行の第50回衆議院議員総選挙に、立憲民主党公認で広島3区から重複立候補。選挙区では公明党前職の斉藤鉄夫に敗れたが、比例区で復活当選を果たした。

## 選挙歴
| 当落 | 選挙                     | 執行日         | 年齢 | 選挙区      | 政党       | 得票数    | 得票率 | 定数 | 得票順位 /候補者数 | 政党内比例順位 /政党当選者数 |
| ---- | ------------------------ | -------------- | ---- | ----------- | ---------- | --------- | ------ | ---- | ------------------ | ---------------------------- |
| 落   | 2023年広島市議会議員選挙 | 2023年4月9日   | 41   | 東区選挙区  | 無所属     | 1836票    | 0.054% | 5    | 9/9                | /                            |
| 比当 | 第50回衆議院議員総選挙   | 2024年10月27日 | 43   | 広島県第3区 | 立憲民主党 | 7万1952票 | 39.21% | 1    | 2/4                | 3/3                          |